# ベルヌーイの不等式

ベルヌーイの不等式を図解したもの。のグラフを赤、を青で示した。ここではである。

実解析においてベルヌーイの不等式（ベルヌーイのふとうしき、Bernoulli's inequality）とは、 1 + x の冪乗に対して近似を与える不等式である。数学者のヤコブ・ベルヌーイにちなんでこの名で呼ばれている。
任意の整数 r ≥ 0 と全ての実数 x ≥ −1 に対し、次が成立する。
{\displaystyle (1+x)^{r}\geq 1+rx\!}
指数 r が偶数の場合、この不等式は全ての実数 x に対して成り立つ。さらに厳しい条件のものとしては、任意の整数 r ≥ 2 と全ての実数 x ≥ −1 （ただし、x ≠ 0）に対し、次が成立する。
{\displaystyle (1+x)^{r}>1+rx\!}
ベルヌーイの不等式は他の不等式を証明する際に重要な場面で用いられることがある。これは以下に示すように、数学的帰納法を使って証明することができる。

## 不等式の証明
r = 0 のとき、
{\displaystyle (1+x)^{0}\geq 1+0x\,}
となり、これは 1 ≥ 1 なので与式は成立する。
次に、r = k の場合に与式が成立すると仮定する。
{\displaystyle (1+x)^{k}\geq 1+kx.\,}
この両辺に ( 1 + x )　をかければ、( 1 + x ) ≥ 0 なので
{\displaystyle {\begin{aligned}&{}\qquad (1+x)(1+x)^{k}\geq (1+x)(1+kx)\quad \\&\iff (1+x)^{k+1}\geq 1+kx+x+kx^{2}\\&\iff (1+x)^{k+1}\geq 1+(k+1)x+kx^{2}.\end{aligned}}}
となる。右辺 = 1 + (k + 1)x + kx2 ≥ 1 + (k + 1)x である（kx2 ≥ 0 なので）。したがって、 (1 + x)k + 1 ≥ 1 + (k + 1)x となり、 r = k + 1 の場合でも与式が成立することが示され、数学的帰納法により全ての rに対して成立することが示された。

## 一般化
指数 r は任意の実数に拡張することができる。 x > −1 であるならば、
r ≤ 0 もしくは r ≥ 1 の場合：
{\displaystyle (1+x)^{r}\geq 1+rx\!}
0 ≤ r ≤ 1 の場合：
{\displaystyle (1+x)^{r}\leq 1+rx\!}
がそれぞれ成立する。
この一般化は微分法を用いて証明することができる。先述した厳しい条件の式は、x ≠ 0 かつ r ≠ 0, 1 であるときに成立する。

## 関連不等式
以下に述べる不等式は、 1 + x の冪乗に対する上側からの見積もりを与える。全ての実数 x, r > 0 に対し、次が成立する。
{\displaystyle (1+x)^{r}\leq e^{rx}\!}
ここで e = 2.718...である。これは、不等式 (1 + 1/k)k < e を示すことで得られる。